# Makueni
Makueni – hrabstwo w Kenii. Liczy 987.653 mieszkańców (2019). Do ważniejszych miast należą: Wote (stolica), Emali i Makindu. Makueni graniczy z hrabstwami: Kajiado, Kitui, Taita-Taveta i Machakos. Jedynie 11,8% ludności mieszka w miastach. Większość ludności hrabstwa stanowi społeczność Kamba. 
Wysokość płaskowyżów waha się od 500 m n.p.m. na południu do 1900 m n.p.m. na zachodzie. Na obszarze hrabstwa znajduje się Park Narodowy Chyulu Hills. 

## Rolnictwo
Gleby hrabstwa należą do jednych z suchszych i półsuchych ziem Kenii, charakteryzujących się wysokim niedoborem wody. Nieregularne opady deszczu są przyczyną częstych susz. Do głównych upraw w hrabstwie należą: kukurydza, fasola, bob, nikla indyjska, sorgo, proso, fasola złota i drzewa owocowe (cytrusy i mango). Hodowla obejmuje głównie: kurczaki, kozy, osły i krowy zebu.

## Religia
Struktura religijna w 2019 roku wg Spisu Powszechnego:
- protestantyzm – 62,6%
- katolicyzm – 29,9%
- niezależne kościoły afrykańskie – 3,7%
- pozostali chrześcijanie – 1,4%
- islam – 0,7%
- pozostali – 1,7%.